# Municipio de Cotija
El municipio de Cotija es uno de los 113 municipios en que se encuentra dividido el estado mexicano de Michoacán de Ocampo. Su cabecera municipal es Cotija de la Paz.

## Toponimia
El nombre Cotija proviene del vocablo purépecha «cutixani» que se interpreta como  ‘lugar donde la garganta está más ensanchada’. Un documento de fines del siglo XVIII utiliza la grafía «Cotixa» para referirse al valle y sus adyacencias. El documento, conocido como «Idea del estado en que se hallaba el agregado de Tingüindin en el año de 1789» señala:

Cotixa. La congregación de Cotiza, de cuyo término no hubo quien
supiese la etimología ni menos su versión en nuestro idioma castellano [...]

## Geografía
El municipio de Cotija está localizado al noroeste del estado de Michoacán. Tiene una superficie de 507 km². Limita al norte con los municipios de Jiquilpan, Villamar y Tingüindín, de este a sur con el municipio de Tocumbo y al oeste con el estado de Jalisco.

## Demografía
La población del municipio de Cotija es de 20 198 habitantes, lo que representa un crecimiento promedio de 0.28 % anual en el período 2010-2020 sobre la base de los 19 644 habitantes registrados en el censo anterior. Al año 2020 una densidad del municipio era de 39,99 hab/km².
| Gráfica de evolución demográfica de Municipio de Cotija entre 2000 y 2020 |
|                                                                           |
| Fuente: Instituto Nacional de Estadística Geografía e Informática         |

En el año 2010 estaba clasificado como un municipio de grado medio de vulnerabilidad social, con el 12.02 % de su población en estado de pobreza extrema.
La población del municipio está mayoritariamente alfabetizada (15.38 % de personas analfabetas al año 2010) con un grado de escolarización en torno de los 5.7 años. Solo el 0.56 % de la población se reconoce como indígena.

### Localidades
En el censo de 2020 el municipio de Cotija contaba con 72 localidades.
| Código INEGI      | Localidad         | Población (2020) |
| ----------------- | ----------------- | ---------------- |
| 160190001         | Cotija de la Paz  | 14 074           |
| Otras localidades | Otras localidades | 6 124            |
| Total municipal   | Total municipal   | 20 198           |

## Economía
Según los datos surgidos del relevamiento de 2019 y con el criterio del número de unidades por sector, las principales actividades económicas del municipio son el comercio minorista, los servicios vinculados al alojamiento temporal y la elaboración de alimentos y bebidas y en menor medida la prestación de servicios generales (no gubernamentales).